# Rempart circulaire
 (août 2012).
Si vous disposez d'ouvrages ou d'articles de référence ou si vous connaissez des sites web de qualité traitant du thème abordé ici, merci de compléter l'article en donnant les références utiles à sa vérifiabilité et en les liant à la section « Notes et références ».

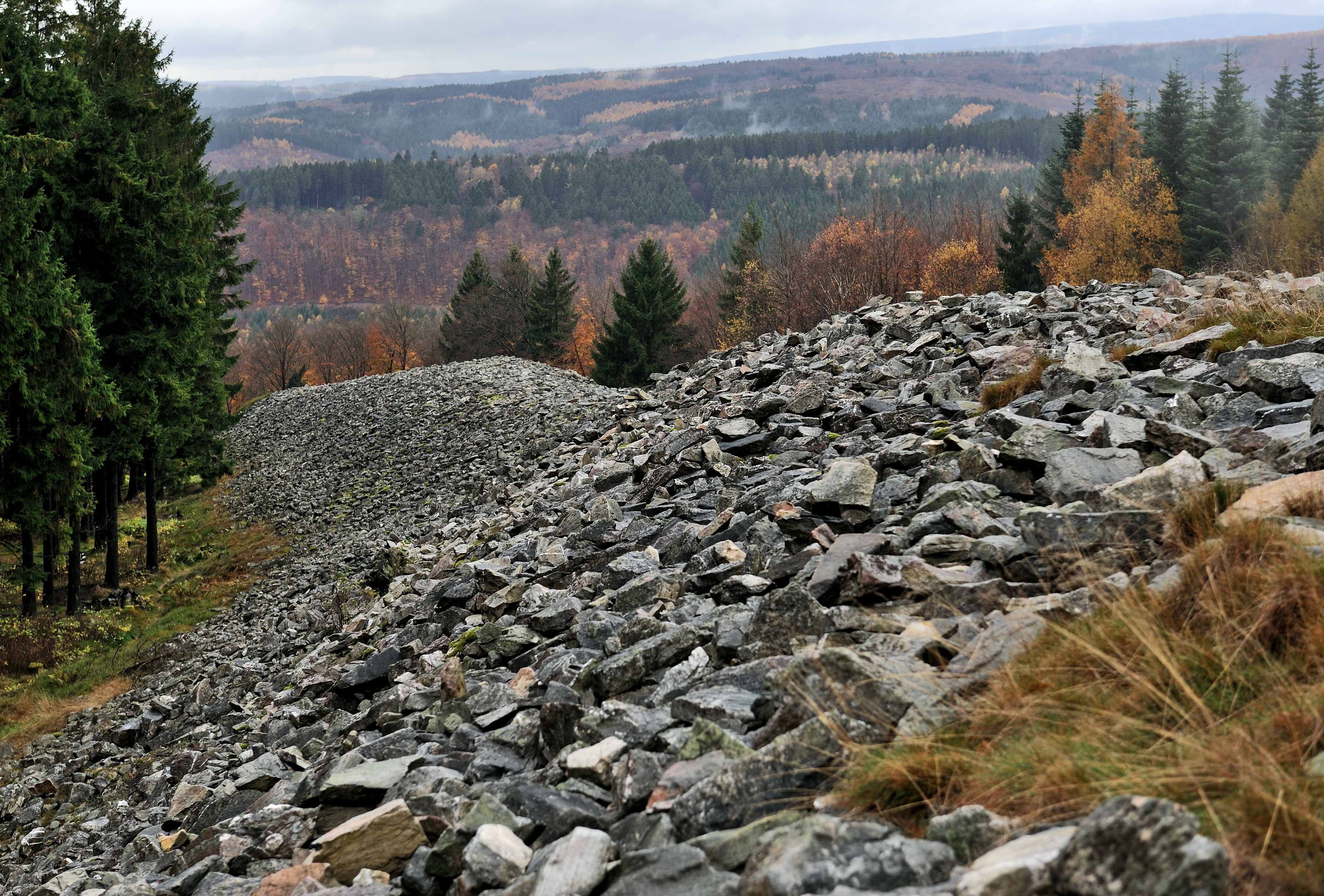
Le mur celtique circulaire de Otzenhausen, Sarre (Allemagne).

Un rempart circulaire (en allemand : Ringwall) est un rempart en forme de cercle formé par un tertre de pierre à des fins défensives ou religieuses dans les pays germaniques. Leur utilisation commence au néolithique et s'achève au Moyen Âge. Ces édifices ont été redécouverts souvent grâce à des photos aériennes après leur abandon au Moyen Âge et leur oubli durant les siècles qui suivirent.

## Caractéristiques
Les Ringwall se distinguent des tertres et des tumulus - constructions du néolithique également - en ce qu'ils sont en forme de cercle sans entourer un tombeau (mais parfois un lieu de culte ou de vie sociale, souvent un village), ils sont formés en général d'une accumulation de petites pierres contrairement aux dolmens. Ils remplissent plus ou moins la fonction des oppidums.

## Exemples deRingwallles plus connus
Les Ringwall connus sont :
- Viale Beatrice d'Este (de), Milan (Italie)
- Ringwall de Otzenhausen (Sarre) (Sarre, Allemagne)[1]
- Heidenmauer de Bad Dürkheim (Rhénanie-Palatinat, Allemagne)
- Heilenberg à Heidelberg (Bade-Wurtemberg, Allemagne):  Ringwall celtique remontant au IVe siècle av. J.-C.
- Tinnumburg sur l'île de Sylt (Schleswig-Holstein, Allemagne)
- Lembecksburg sur l'île de Föhr (Schleswig-Holstein, Allemagne)
- Structure de ringwall slave à Oldenburg in Holstein (Schleswig-Holstein, Allemagne): long de près de 220 mètres, l'utilisation de tertre renforcés de morceaux de bois indique l'origine slave de ce ringwall, qui constitue un chemin de terre au milieu de zones marécageuses navigables et qui fut utilisé jusqu'en 1261
- Ringwall de Pöppendorf à Lubeck (Schleswig-Holstein, Allemagne) : bâti vers l'an 800
- Ringwall de Groß-Raden (Allemagne)Ringwall de Gross Raden (vers 980).

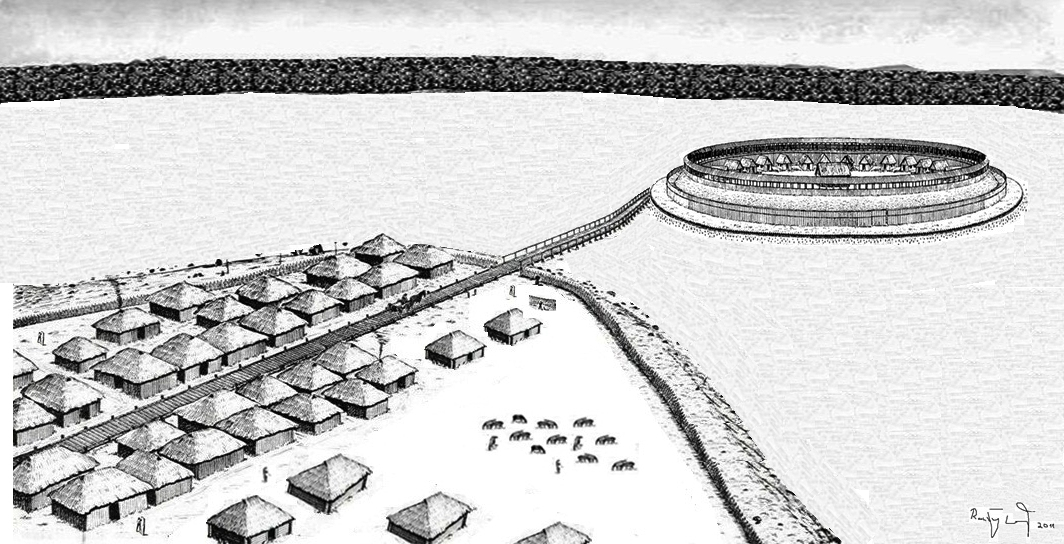
Ringwall de Gross Raden (vers 980).

- Ringwalls dans la vallée de Reitling im Elm à Krimmelburg Brunkelburg (Basse-Saxe, Allemagne)
- Ringwall Altkönig im Vordertaunus (Hesse, Allemagne)
- Ringwall Kapellenberg à Hofheim am Taunus (Hesse, Allemagne)
- Grotenburg dans la forêt de Teutberg (Basse-Saxe et Rhénanie-Westphalie, Allemagne)
- Dünsberg bei Gießen
- Rödchensmauer d'un oppidum celte à Dornburg (Hesse, Allemagne)
- Sachsenwall (« mur des saxons ») sur le Marienberg à Nordstemmen (Basse-Saxe, Allemagne)
- Donnersberg in der Pfalz (appelé « mur des celtes ») (Rhénanie-Palatinat, Allemagne)
- Ringwall Heiligenberg bei Bruchhausen-Vilsen (Basse-Saxe, Allemagne)
- Ringwall sur le mont de Eurasburg (Bavière, Allemagne)
- Mettermich (Bavière, Allemagne)
- Eiringsburg près de Bad Kissingen (Bavière, Allemagne)
- Ringwall de Burggaillenreuth près de Muggendorf (Bavière, Allemagne)
- Ringwall à Bürgstadt (Bavière, Allemagne)
- Judenhügel à Kleinbardorf en Basse-Franconie (Bavière)
- Ringwall de Stockberg (March, Suisse)[2]